# Type 90 (cannone ferroviario)
Il cannone ferroviario da 240 mm Type 90 (九〇式二十四糎列車加農?, Kyūrei-shiki nijyūyon-miri Resshahō) era un cannone ferroviario di grosso calibro acquisito dall'Esercito imperiale giapponese presso l'azienda armiera francese Schneider et Cie nel 1930. Il nome era dovuto all'anno di adozione da parte dell'Esercito imperiale, anno imperiale 2590, corrispondente al 1930 del calendario gregoriano.

## Storia

### Sviluppo e produzione
L'Esercito imperiale giapponese aveva fatto largo uso di treni blindati durante la guerra russo-giapponese. Inoltre, gli addetti militari nipponici in Europa durante la prima guerra mondiale avevano notato lo sviluppo dei cannoni ferroviari, che consentivano una buona mobilità ed il rapido rischieramento di calibri estremamente elevati, prima utilizzabili solo sulle navi da battaglia.
Tuttavia, nonostante questo interesse, vi erano altri progetti prioritari e non vi furono sviluppi in Giappone fino a quando non si trovarono i fondi per acquistare in Francia, nel 1930, una singola unità Schneider. L'azienda francese fornì solo la bocca da fuoco da 240 mm, mentre l'affusto ferroviario e gli equipaggiamenti ausiliari furono prodotti localmente. Il sistema completo fu designato cannone ferroviario da 240 mm Type 90.
Il pezzo non era in effetti un prodotto della Schneider. Esso era stato progettato dalle Compagnie des forges et aciéries de la marine et d'Homécourt (FAMH) di Saint-Chamond come parte del programma francese per Matériel à très longue portée (TLP, materiale a lunghissima gittata). Il cannone ferroviario FAMH da 240 mm venne approvato nel novembre 1918, ma con la fine delle ostilità le prove sul campo slittarono al 1926. L'arma da 240 mm, con canna lunga 52 calibri, raggiunse una gittata di 59.000 m. Il cannone ferroviario presentava alcune caratteristiche inusuali per un cannone ferroviario di grosso calibro, quali il brandeggio su 360° e la presenza di un motore ausiliario che consentiva una, seppur limitata, autonomia al complesso. La Schneider et Cie acquisì le FAMH nel 1924 e poiché essa stessa aveva elaborati propri progetti per il programma TLP, quelli dell'azienda controllata vennero accantonati.

### Impiego operativo
Il Type 90 venne inizialmente impiegato come batteria costiera a Futtsu, integrata nelle difese a guardia dell'accesso alla baia di Tokyo. Nel 1941 il pezzo venne rischierato in Manchukuo e venne basato nell'area di Hulín, nello Heilongjiang, dove rimase per tutta la durata della seconda guerra mondiale come parte delle difese contro l'Unione Sovietica. Quando l'Armata Rossa, negli ultimi giorni del conflitto, diede inizio all'invasione sovietica della Manciuria, il cannone venne distrutto ed abbandonato dalle truppe dell'Armata del Kwantung in ritirata.

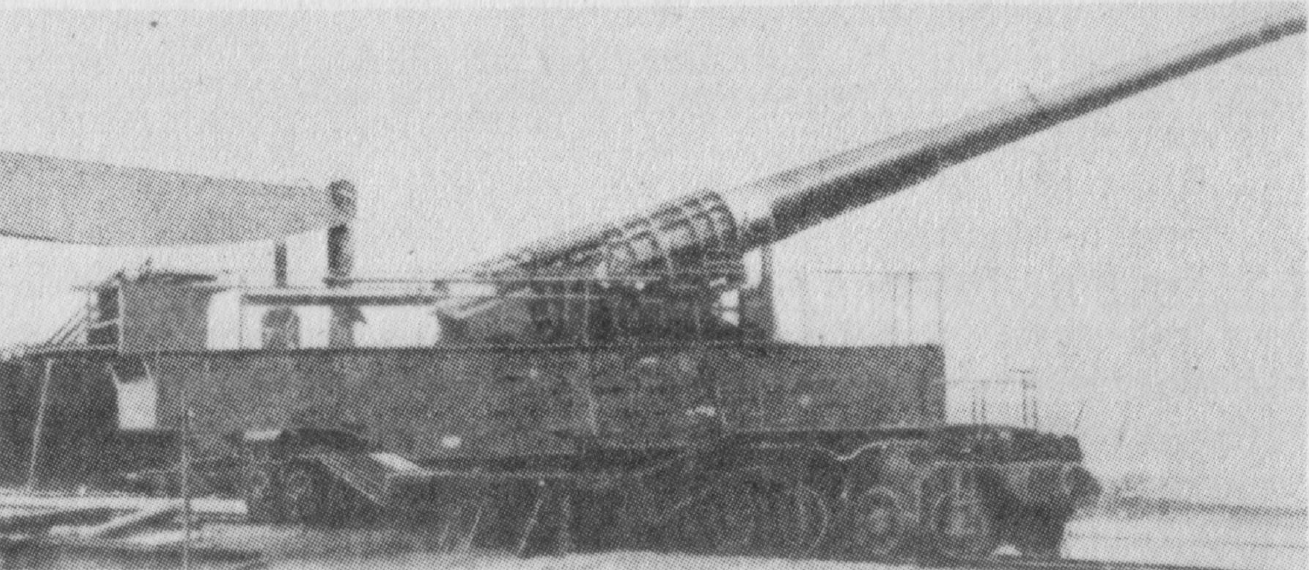
Il Type 90.

## Tecnica
La bocca da fuoco, con otturatore a vite interrotta, era incavalcata su un affusto a piattaforma. Questo brandeggiava a 360° su una struttura a trave, poggiante su due carrelli ferroviari a 5 assi ciascuno. A differenza degli altri cannoni ferroviari di grosso calibro, che per puntare in azimuth dovevano spostarsi su un tratto curvo di binario, il Type 90, una volta messo in batteria, poteva sparare anche al traverso. Il complesso era mosso da due locomotive.